# マヌエラ・ディ・チェンタ
マヌエラ・ディ・チェンタ（Manuela Di Centa、1963年1月31日 - ）は、イタリア共和国フリウリ＝ヴェネツィア・ジュリア州ウーディネ県パルッツァ出身の元クロスカントリースキー選手である。登山家。国会議員。1980年代から1990年代に国際試合などで活躍、冬季オリンピックに5度出場し金メダル2個を含む7個のメダルを獲得した。弟のジョルジョ・ディ・チェンタもクロスカントリースキー選手でオリンピック金メダリスト、また、陸上競技で1976年モントリオールオリンピックに出場したVenanzio Ortisは従兄である。

## プロフィール
ディ・チェンタは17歳でイタリアナショナルチーム入りし、2年後の1982年にクロスカントリースキー・ワールドカップにデビュー、最初のレースは5km11位だった。同年の世界選手権では10km17位、5kmで8位となった。
しかしその後、当時のイタリアスキー連盟会長と対立し、ナショナルチームを離れ国際試合への出場は限られた。
1984年サラエボオリンピック代表には選ばれ、5km24位10km28位、20km26位、リレー9位の成績を残した。その後再び国際試合から遠ざかったが、
1988年カルガリーオリンピック代表となり5km18位、10km20位、リレーでは6位となった。
ここから国際大会で活躍を見せるようになり1990年2月18日の15kmでワールドカップ初勝利、自国開催の1991年ノルディックスキー世界選手権では5kmと30kmで銅、リレーで銀と計3個のメダルを獲得した。
1992年アルベールビルオリンピックではリレーで銅メダル、1993年ノルディックスキー世界選手権では30kmとリレーで銀メダルを獲得、1994年のリレハンメルオリンピックでは金2個、銀2個、銅1個と出場5種目すべてでメダルを獲得、同年のワールドカップ総合優勝も果たした。
1995年ノルディックスキー世界選手権の30kmで銀、5kmで銅メダルを獲得、1995-1996シーズンに2度目のワールドカップ総合優勝、1998年長野オリンピックのリレーでは銅メダルを獲得し、これを最後に引退した。
現役引退後イタリアのテレビ局イタリア放送協会（RAI）で解説者を勤めたほか、イタリアオリンピック委員会（CONI）、国際オリンピック委員会（IOC）の委員を務め、2005年にはCONI副会長に就任した。
2006年自国開催のトリノオリンピックでは、CONI及びIOCのメンバーとして、また冬季オリンピックで最も活躍したイタリア女性の一人として重要な役割をこなした。開会式では五輪旗入場の8人の旗手の一人として、また閉会式ではクロスカントリースキー男子50kmの優勝者にメダルを授与する大役を担ったがその優勝者は実弟ジョルジョ・ディ・チェンタであった。
2006年までCONIの副会長を務めた後、2006年4月の総選挙で与党フォルツァ・イタリアのメンバーとして下院の議員に選出された。
現役引退後の2000年から登山を始め2003年5月23日、イタリア人女性として初めてエベレストの登頂に成功した。